# Pikó András
Pikó András (Gyula, 1964. május 14. –) magyar újságíró, politikus. 2019. október 21-től Budapest VIII. kerülete (Józsefváros) polgármestere.

## Életpályája
1983-1989 között a József Attila Tudományegyetem Bölcsészettudományi Karának (JATE BTK) történelem-Kelet-Európa története szakos hallgatója volt. 1988-ban egyik szervezője a tanszabadságért és egyetemi autonómiáért indított szegedi bölcsészkari sztrájknak, majd az országossá váló megmozdulások nyomán megalakuló Országos Felsőoktatási Érdekképviseleti Szövetség alapító társelnöke.
1991–1994 között a Magyar Rádió szegedi körzeti stúdiójának munkatársa volt. 1994-ben a Magyar Televízió szegedi körzeti stúdiójának szerkesztő-riportere lett. 1994-1997 között a Magyar Rádió Magyarországról jövök című műsorának szerkesztőség-vezetője volt. 1997–1999 között a Magyar Televízió főmunkatársa, az Aktuális szerkesztő-műsorvezetője, valamint a Zóna magazin felelős szerkesztője volt. 1999-ben a Szabadság tér című reggeli politikai magazin főszerkesztője volt. 2000–2001 között a 168 Óra rovatvezetője, majd 2001-től a Klubrádió munkatársa, a Reggeli gyors műsorvezetője. A 2005 óta a Mozgó Világ folyóirat szerkesztőségének élő interjúkért felelős tagja.
2014 óta civil aktivista a Heti Betevő ételosztó szervezetben, feleségével szervezte a HB józsefvárosi szervezetét. A Közélet Iskolájának kuratóriumi tagja és a 2018-ban indult Segítség Közvetítők egészségügyi civil szervezet aktivistája. Alapítója a C8 - Civilek Józsefvárosért Civil Társaságnak, ebben a minőségében a Momentum Mozgalom felkérte civil, de az MSZP, a PM, a DK és a Momentum támogatott polgármesterjelöltnek a 2019 őszi önkormányzati választásokra. Pikó és a C8 a felkérés elfogadását olyan garanciák lététől tette függővé, amelyek a civil szakpolitikai programok és megközelítések érvényesülését garantálnák, a két hónapos intenzív tárgyalások eredményeképpen 2019 június 14-én bejelentette. elfogadta a Momentum felkérést és az DK, MSZP, PM, LMP és a Szolidaritás Mozgalom támogatását. Így ő lett Józsefvárosban a 2019 őszi önkormányzati választáson az ellenzéki pártok polgármesterjelöltje. 2019. október 13-án meg is nyerte a választást, legyőzve ezzel Józsefváros fideszes polgármesterét, Sára Botondot, aki a 2018 tavaszán Kocsis Máté országgyűlési képviselővé választása miatt kiírt időközi választáson szerezte meg a polgármesteri széket.
A Fővárosi Választási Bizottság a megválasztásával kapcsolatban benyújtott valamennyi panaszt elutasította.
2021-ben felmondta a Fidesz által túlárazott közétkeztetési szerződést és ezzel mintgy másfél milliárd forintot takarított meg az önkormányzatnak. A helyi közétkeztetés tárgyában hozott döntést jogellenesnek minősítették, ezért az önkormányzatot 50 millió forintra birságolták jogerősen.

## Műsorai
- Magyarországról jövök
- Aktuális
- Zóna
- Szabadság tér
- Reggeli gyors
- Esti gyors
- Megbeszéljük

## Művei
- Pikó András–Wisinger István–Zöldi László: Általános médiaismeret; Bp.–Pécs, Dialóg Campus, 2007 (Dialóg Campus tankönyvek)